# Cathédrale du Christ-Roi de Nha Trang
Cette  cathédrale n’est pas la seule cathédrale du Christ-Roi.
La cathédrale du Christ-Roi est l'église-mère du diocèse de Nha Trang au centre du Viêt Nam.

## Historique
La paroisse est fondée en 1886 par des missionnaires français.
L'église actuelle a été construite en style néogothique en 1928, comme église paroissiale, dépendant du vicariat apostolique de Quihnon. Elle est consacrée le jour de Pâques 1930 au Christ Roi. Elle est desservie alors par un curé français fameux des Missions étrangères de Paris, Louis Vallet (1869-1945), qui est enterré à côté et consacra sa vie à ses paroissiens éprouvés.
Lorsque le vicariat apostolique est érigé en 1957 et le diocèse en 1960, avec Mgr Paquet, des Missions étrangères, comme premier évêque, l'église est choisie comme cathédrale.
La cathédrale, agréablement située sur une hauteur de cette ville balnéaire, possède des vitraux remarquables qui représentent des saints dont une majorité de Français, comme Jeanne d'Arc, ou le curé d'Ars, et des épisodes de la vie de Jésus.

## Galerie

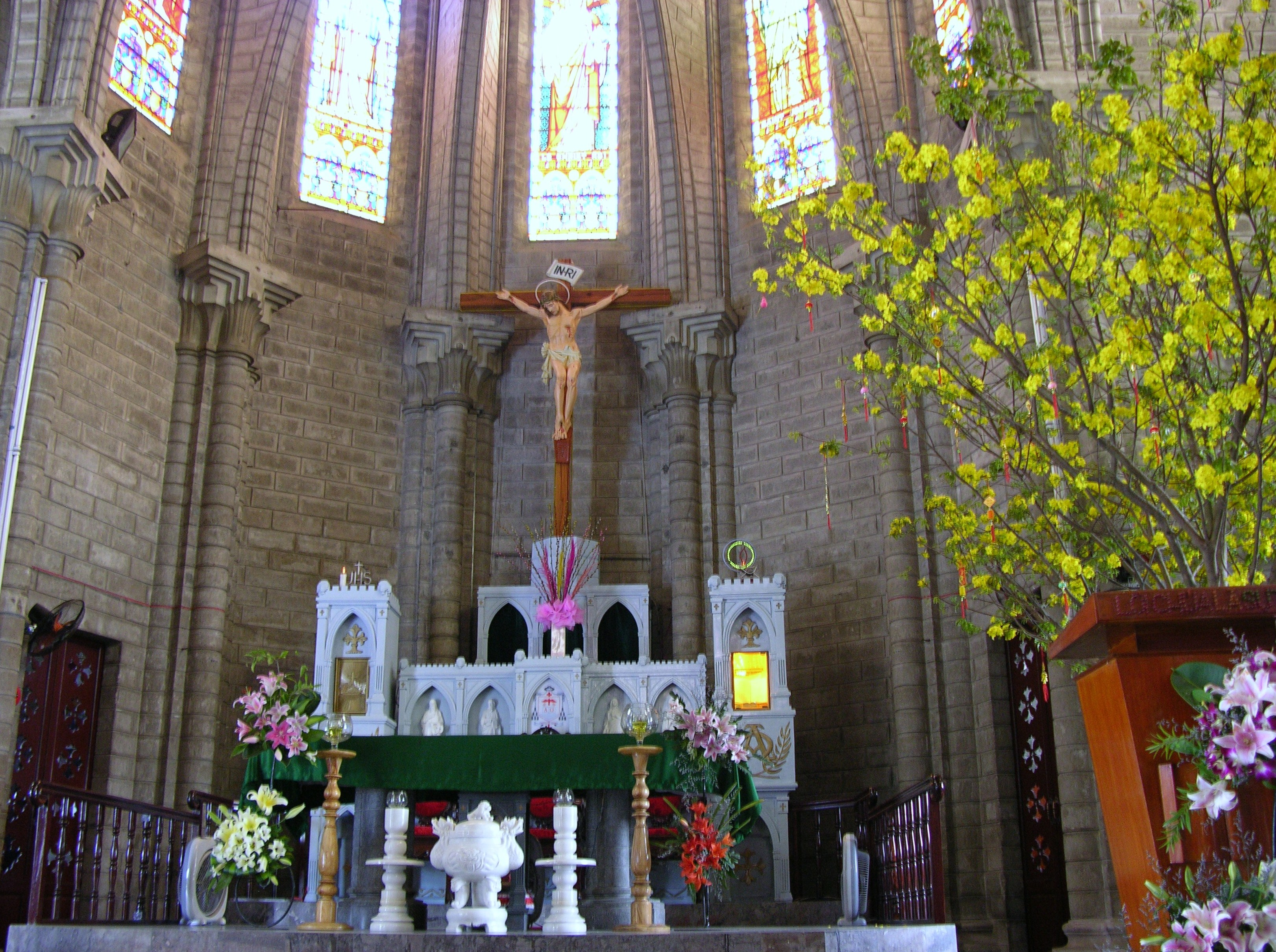
Vue du maître-autel.
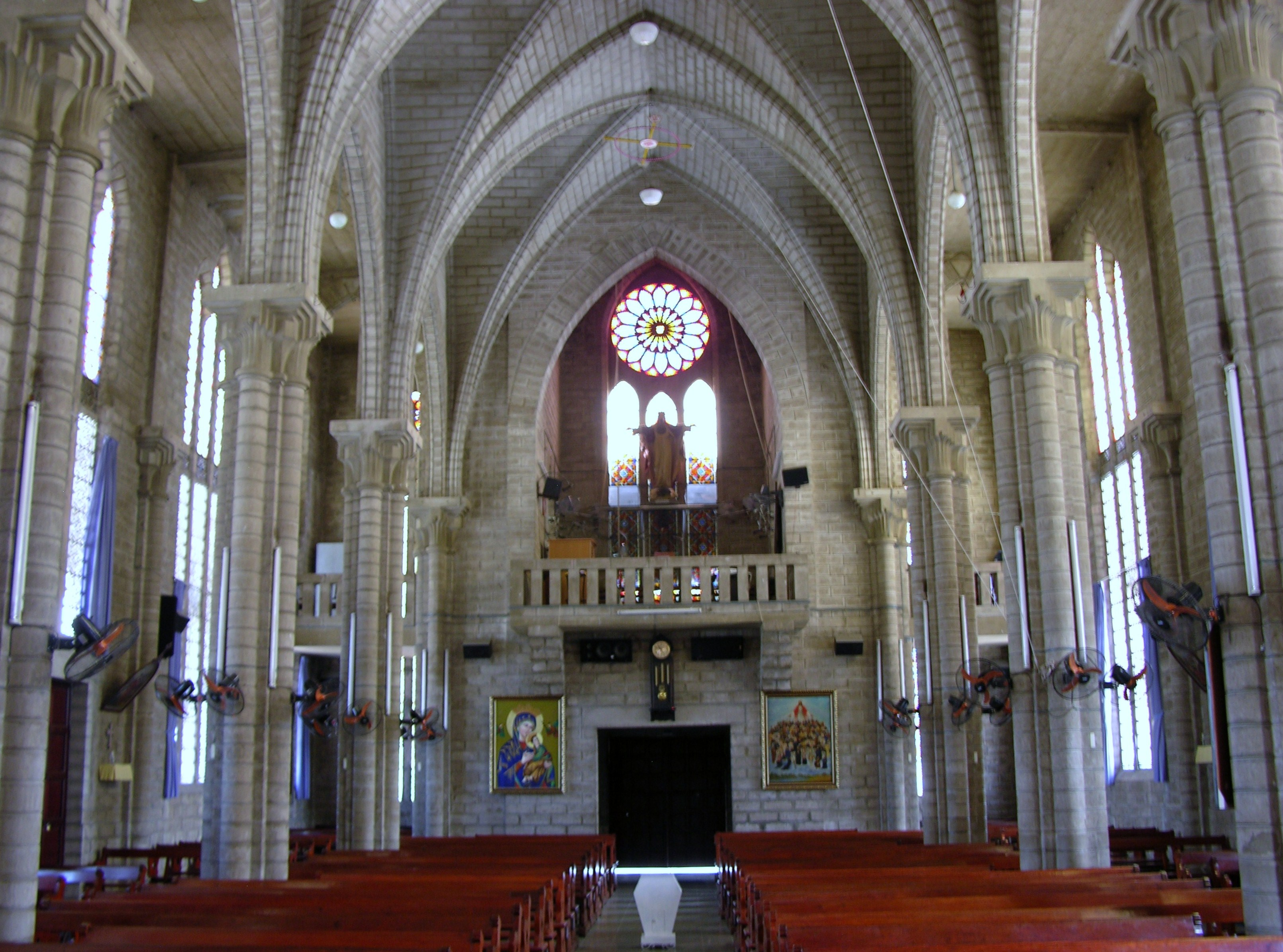
Intérieur de la cathédrale avec la tribune.
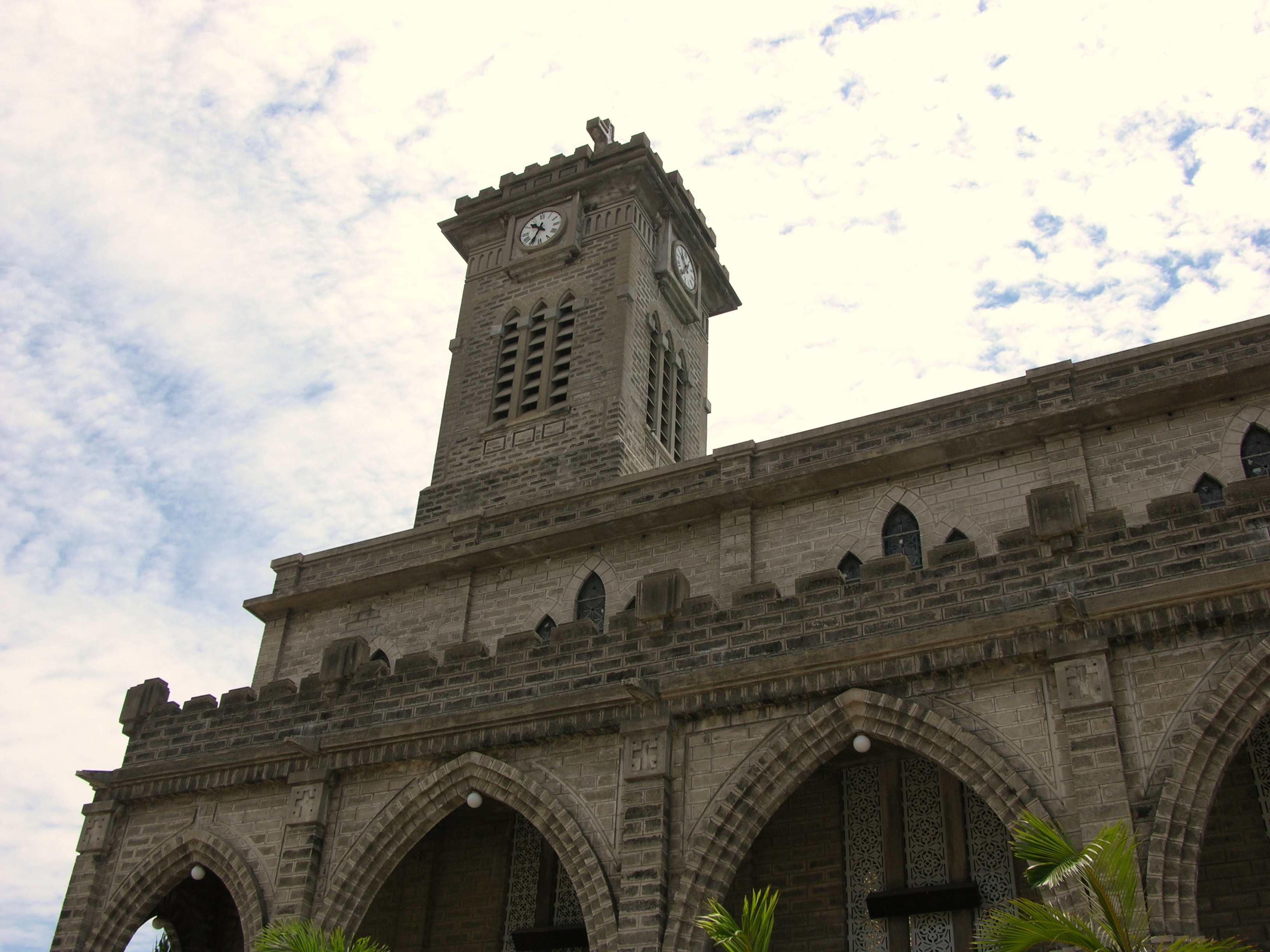
Vue du clocher avec des éléments stylistiques locaux.
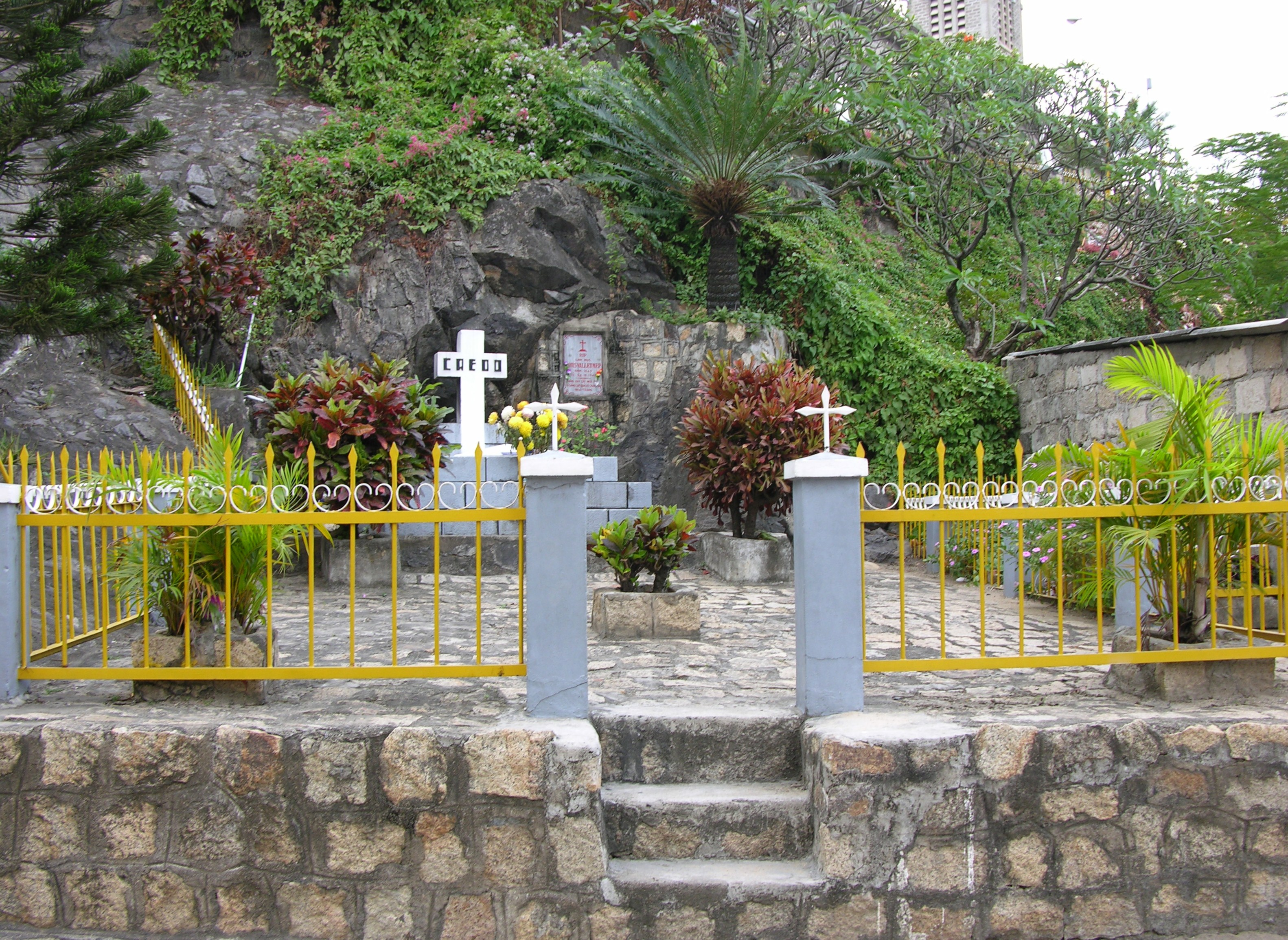
Tombe de Louis Vallet, à côté de la cathédrale.